# Södra Lagnö
Södra Lagnö är en ö i Stockholms skärgård belägen mellan Ingarö och Värmdö i Värmdö kommun. Till ön finns ingen broförbindelse, utan det är båt som gäller för att ta sig dit. Under sommaren trafikeras ön av Strömma Kanalbolaget.
På ön finns drygt 110 fastigheter, de allra flesta används som fritidshus. Öns östra del heter Skaten och är en allmänning där får, kor och hästar betar på sommaren. Sedan 2015 finns det bäver runt ön. Bäverhydda finns bland annat på Värmdösidan vid kraftledningen (undervattensledningen). 

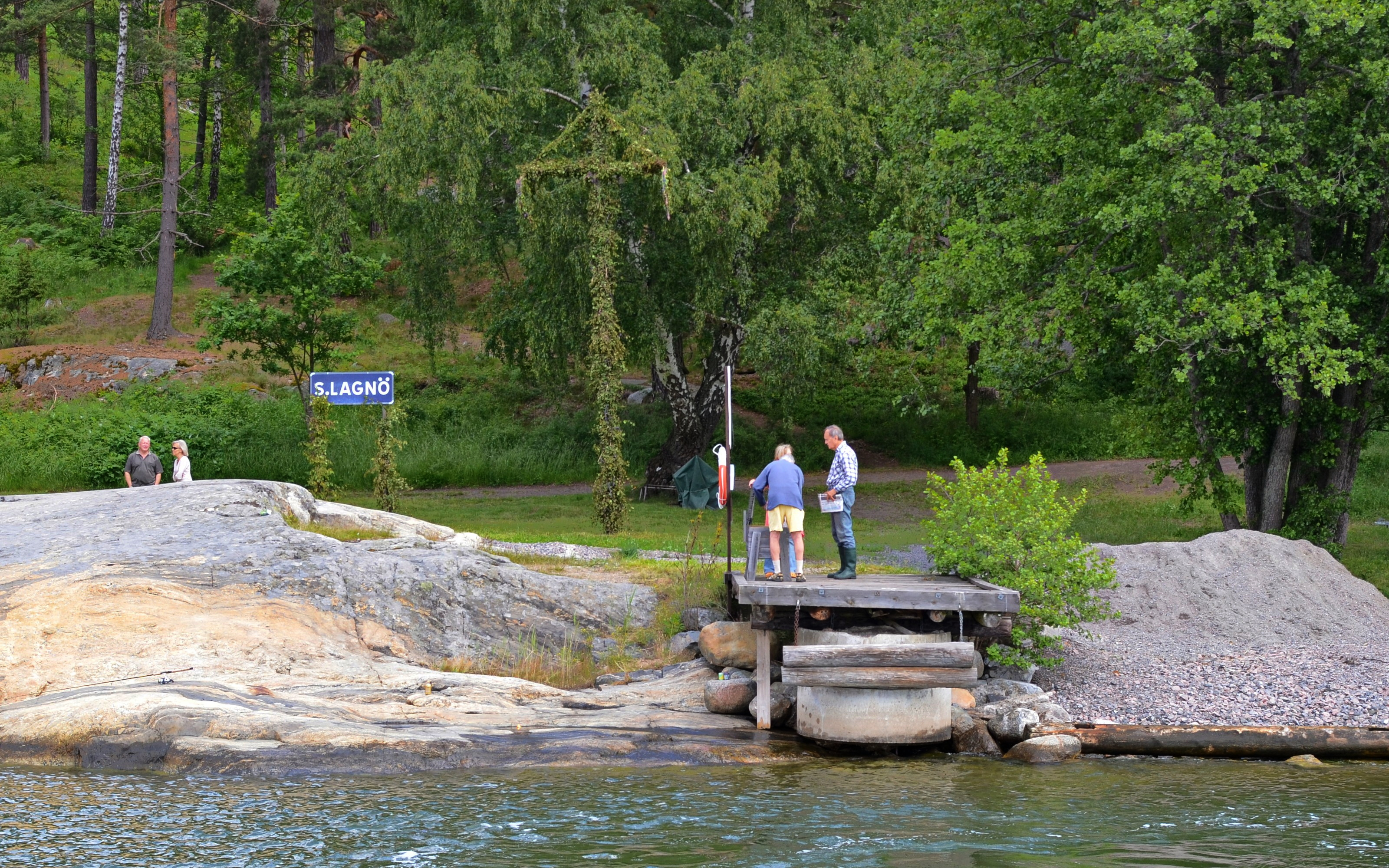
Ångbåtsbryggan på Södra Lagnö.